# Chen Yanran
Chen Yanran (Chino simplificado: 陈嫣冉, conocida como Chloe Chen, nacida en 2005) es una artista e ilustradora china.

## Primeros años y carrera
Chen comenzó a dibujar de forma independiente a los 3 años. Empezó a trabajar seriamente en ilustración a los 13 años; y posteriormente estudió diseño artístico, animación stop-motion y estilismo en la Escuela de Diseño de Rhode Island a los 14 años. Además de sus estudios académicos, Chen trabajó como consultora visual para la comedia distópica de ciencia ficción "Time is up" (《马美好》). A los 16 años, se matriculó en el Departamento de Manga de la Universidad Seika de Kioto en Japón, donde se centró en el estudio del manga. Chen fue influenciada por los cómics de terror japoneses y el cine experimental francés, que incorpora en sus propias obras.
Ha participado en numerosas subastas benéficas con sus obras. En 2023, Chen realizó su primera exposición individual titulada "NOWHERE" en la galería contemporánea SOMSOC GALLERY de Harajuku, Tokio.

## Obras
《Wonderland.》✖ Yanran Chen, Proyecto Especial de Portada del Año del Dragón, Creación de "DRAGON"

## Exposiciones
Exposición Individual en Tokio, Tsutaya Books Daikanyama, 17 Sarugakucho, Shibuya City, Tokio, Japón, 2024
ComplexCon Hong Kong, en AsiaWorld-Expo, HongKong, China, 2024
Rekindle - Fusión Experiencial del Arte Urbano Contemporáneo, en Centro de Exposiciones de Shanghái, China, 2023
Feria de Arte Contemporáneo ART021 Shanghái, en Centro de Exposiciones de Shanghái, Shanghái, China, 2023
ART AMOY, en Centro Internacional de Conferencias y Exposiciones de Xiamen, Xiamen, China, 2023
Mercado de Arte de Budapest, en Bálna, Budapest, Hungría, 2023